# Calophorus sinoxylura
Calophorus sinoxylura là một loài bọ cánh cứng trong họ Bostrichidae. Loài này được Lesne miêu tả khoa học năm 1937.